# Linea principale Sōya
La linea principale Sōya (宗谷本線?, Sōya-honsen) è una linea ferroviaria nella prefettura di Hokkaidō, gestita da JR Hokkaido.
Dalla città di Asahikawa, geograficamente posta nel centro dell'isola, la linea conduce verso nord fino a raggiungere Wakkanai, la città più a nord non soltanto della prefettura ma dell'intero Giappone. La linea prende il nome dalla sottoprefettura di Sōya, che viene attraversata dalla linea.

## Storia

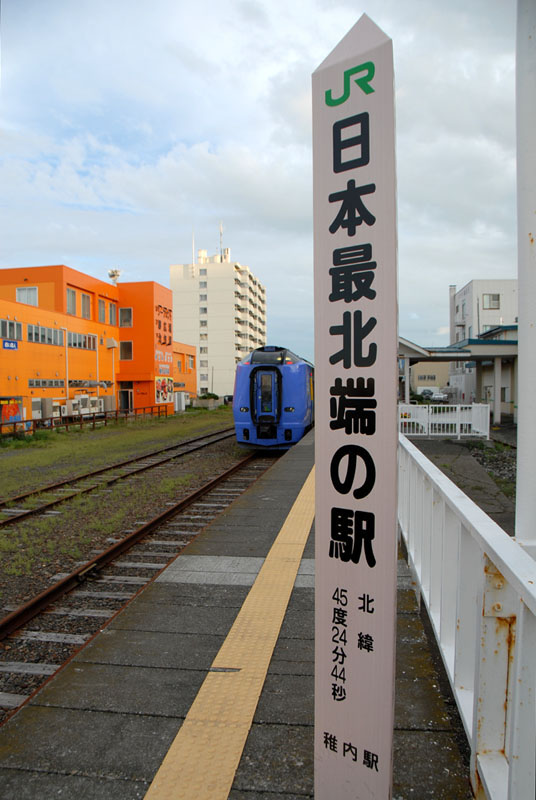
Il capolinea nord della linea principale Sōya a Wakkanai, la stazione più settentrionale dell'intero Giappone.

La linea era stata inizialmente concepita come segmento finale dell'asse fra il centro del paese e l'isola russa di Sachalin, una volta dominio giapponese col nome di Karafuto. Da Wakkanai la ferrovia era collegata via traghetto col porto di Korsakov. 
Il primo segmento della linea, fra Asahikawa e Nagayama, fu aperto nel 1898 ad opera delle Ferrovie del governo dell'Hokkaidō (北海道官設鉄道?, Hokkaidō Kansetsu Tetsudō), col nome di linea Teshio (天塩線?, Teshio-sen). La ferrovia venne quindi estesa gradualmente, raggiungendo nel medesimo anno Ranru, nel 1899 Wassamu e nel 1900 Nayoro. Nel 1905 la linea fu nazionalizzata, passando quindi sotto il controllo delle Ferrovie del governo del Giappone (官設鉄道?, Kansetsu Tetsudō). Nel 1911 la linea fu estesa ancora, raggiungendo Onnenai; l'anno successivo il nome fu cambiato in linea Sōya (宗谷線?, Sōya-sen), e il tracciato esteso fino ad Otoineppu.
Nel 1922 la linea raggiunse Minami-Wakkanai, all'epoca semplicemente Wakkanai, da dove l'anno successivo venne inaugurato il traghetto per Sachalin; tuttavia la linea utilizzava un tracciato diverso da quello attuale, che fu più tardi chiamato linea Tempoku (天北線?, Tempoku-sen). Nel medesimo anno al nome della linea fu aggiunto l'aggettivo principale, conservatosi fino ad oggi.
Nel 1926, sotto il già usato nome di linea Teshio fu completata la variante fra Otoineppu e Wakkanai che oggi fa parte della linea.
La ferrovia raggiunse il suo attuale capolinea di Wakkanai nel 1928, e due anni più tardi il tracciato attuale assunse la denominazione odierna, col tracciato alternativo che assunse il nome di linea Kitami (北見線?, Kitami-sen). Nel 1945, in seguito alla disfatta nella seconda guerra mondiale, fu chiuso il traghetto per Sachalin, che non riaprì prima del 1995.
Negli anni '80 furono chiuse tutte le altre ferrovie presenti nella penisola a cui la linea principale Sōya era collegata; nel 1987 con la privatizzazione delle ferrovie nazionali, la linea passò sotto il controllo di JR Hokkaidō.

## Treni

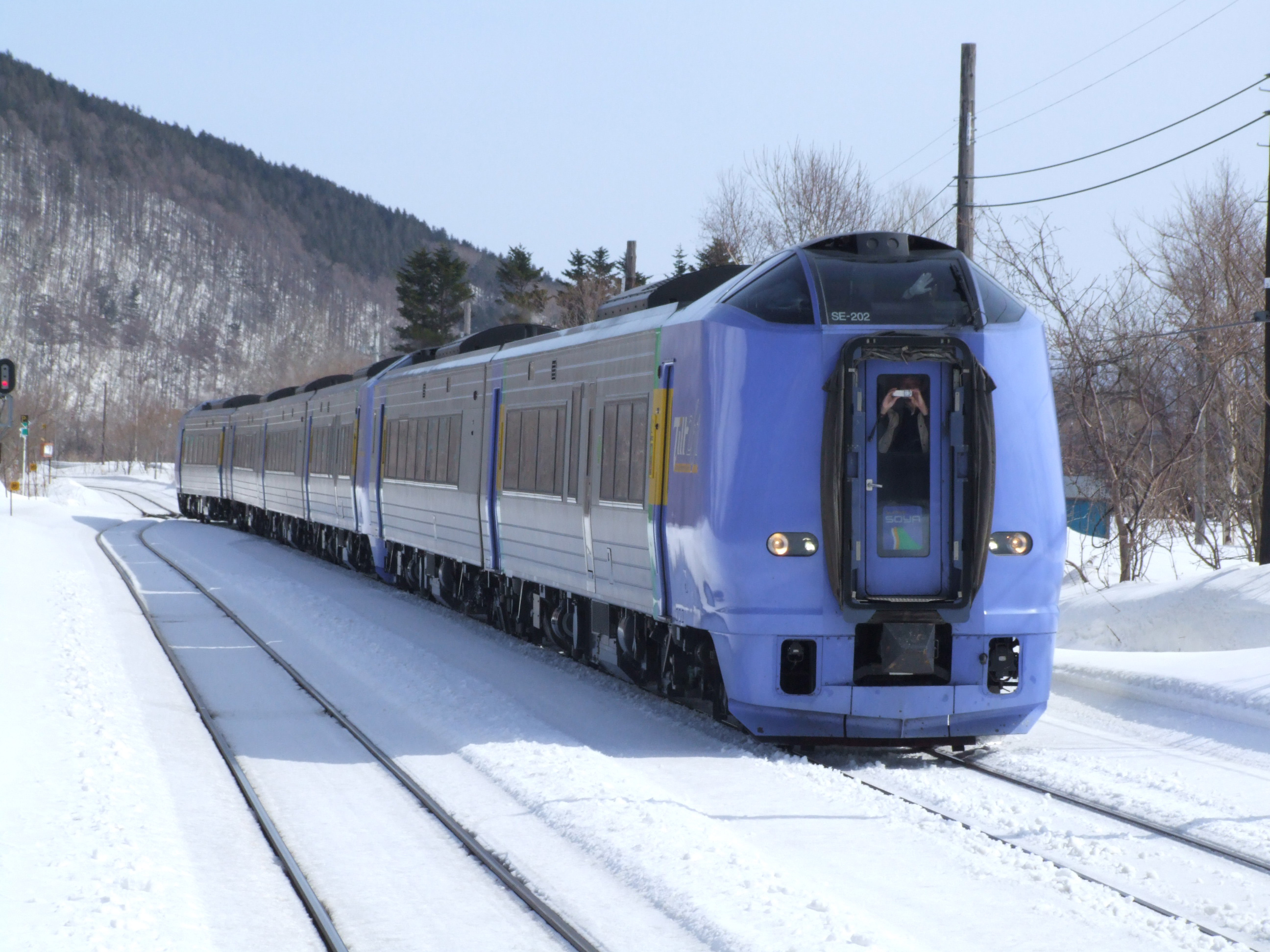
Il Super Sōya alla stazione di Onoppunai

La linea è percorsa da due intercity, il Super Sōya e il Sarobetsu. Entrambi prestano servizio fra Wakkanai e Sapporo, che raggiungono immettendosi sulla linea principale Hakodate ad Asahikawa. La differenza fra i due consiste nel fatto che il Sarobetsu effettua più fermate.
Tutti gli altri servizi sono locali, più frequenti a sud, rispetto che a nord dove si effettua una corsa soltanto una volta ogni 3/4 ore.

## Stazioni
| Nr. | Stazione            | Nome in lingua originale | Distanza (da Asahikawa) | Coincidenze                                              | Posizione (tutte le stazioni si trovano nella prefettura di Hokkaidō) |
| --- | ------------------- | ------------------------ | ----------------------- | -------------------------------------------------------- | --------------------------------------------------------------------- |
| A28 | Asahikawa           | 旭川駅                   | 0,0 km                  | JR Hokkaidō: ■ Linea principale Hakodate, ■ Linea Furano | Asahikawa                                                             |
| A29 | Asahikawa-Yojō      | 旭川四条駅               | 1,8 km                  |                                                          | Asahikawa                                                             |
| A30 | Shin-Asahikawa      | 新旭川駅                 | 3,7 km                  | JR Hokkaidō: ■ Linea principale Sekihoku                 | Asahikawa                                                             |
| W31 | Nagayama            | 永山駅                   | 9,3 km                  |                                                          | Asahikawa                                                             |
| W32 | Kita-Nagayama       | 北永山駅                 | 11,4 km                 |                                                          | Asahikawa                                                             |
| W34 | Pippu               | 比布駅                   | 17,1 km                 |                                                          | Pippu                                                                 |
| W36 | Ranru               | 蘭留駅                   | 22,8 km                 |                                                          | Pippu                                                                 |
| W37 | Shiokari            | 塩狩駅                   | 28,4 km                 |                                                          | Wassamu                                                               |
| W38 | Wassamu             | 和寒駅                   | 36,3 km                 |                                                          | Wassamu                                                               |
| W40 | Kenbuchi            | 剣淵駅                   | 45,2 km                 |                                                          | Kenbuchi                                                              |
| W42 | Shibetsu            | 士別駅                   | 53,9 km                 |                                                          | Shibetsu                                                              |
| W44 | Tayoro              | 多寄駅                   | 61,7 km                 |                                                          | Shibetsu                                                              |
| W45 | Mizuho              | 瑞穂駅                   | 64,5 km                 |                                                          | Shibetsu                                                              |
| W46 | Fūren               | 風連駅                   | 68,1 km                 |                                                          | Nayoro                                                                |
| W47 | Nayorokōkō          | 名寄高校駅               | 74,1 km                 |                                                          | Nayoro                                                                |
| W48 | Nayoro              | 名寄駅                   | 76,2 km                 |                                                          | Nayoro                                                                |
| W49 | Nisshin             | 日進駅                   | 80,2 km                 |                                                          | Nayoro                                                                |
| W51 | Chiebun             | 智恵文駅                 | 91,2 km                 |                                                          | Nayoro                                                                |
| W52 | Chihoku             | 智北駅                   | 93,3 km                 |                                                          | Nayoro                                                                |
| W54 | Bifuka              | 美深駅                   | 98,3 km                 |                                                          | Bifuka                                                                |
| W55 | Hatsuno             | 初野駅                   | 101,9 km                |                                                          | Bifuka                                                                |
| W57 | Onnenai             | 恩根内駅                 | 112,1 km                |                                                          | Bifuka                                                                |
| W59 | Teshiogawa-Onsen    | 天塩川温泉駅             | 121,5 km                |                                                          | Otoineppu                                                             |
| W60 | Sakkuru             | 咲来駅                   | 124,7 km                |                                                          | Otoineppu                                                             |
| W61 | Otoineppu           | 音威子府駅               | 129,3 km                |                                                          | Otoineppu                                                             |
| W62 | Osashima            | 筬島駅                   | 135,6 km                |                                                          | Otoineppu                                                             |
| W63 | Saku                | 佐久駅                   | 153,6 km                |                                                          | Nakagawa                                                              |
| W64 | Teshio-Nakagawa     | 天塩中川駅               | 161,9 km                |                                                          | Nakagawa                                                              |
| W66 | Toikanbetsu         | 問寒別駅                 | 175,8 km                |                                                          | Horonobe                                                              |
| W67 | Nukanan             | 糠南駅                   | 178,0 km                |                                                          | Horonobe                                                              |
| W68 | Onoppunai           | 雄信内駅                 | 183,7 km                |                                                          | Horonobe                                                              |
| W70 | Minami-Horonobe     | 南幌延駅                 | 191,6 km                |                                                          | Horonobe                                                              |
| W72 | Horonobe            | 幌延駅                   | 199,4 km                |                                                          | Horonobe                                                              |
| W73 | Shimonuma           | 下沼駅                   | 207,2 km                |                                                          | Horonobe                                                              |
| W74 | Toyotomi            | 豊富駅                   | 215,9 km                |                                                          | Toyotomi, Teshio                                                      |
| W76 | Kabutonuma          | 兜沼駅                   | 230,9 km                |                                                          | Toyotomi, Teshio                                                      |
| W77 | Yūchi               | 勇知駅                   | 236,7 km                |                                                          | Wakkanai                                                              |
| W78 | Bakkai              | 抜海駅                   | 245,0 km                |                                                          | Wakkanai                                                              |
| W79 | Minami-Wakkanai 1 2 | 南稚内駅                 | 256,7 km                |                                                          | Wakkanai                                                              |
| W80 | Wakkanai            | 稚内駅                   | 259,4 km                |                                                          | Wakkanai                                                              |